# بوب فيريس
بوب فيريس (بالإنجليزية: Bob Ferris)‏ هو لاعب كرة قاعدة أمريكي، ولد في 7 مايو 1955 في مقاطعة أرلنغتون في الولايات المتحدة.

## وصلات خارجية
- بوب فيريس على موقعبيزبول رفرنس.كوم (الدوري الرئيسي) (الإنجليزية)
- بوب فيريس على موقعبيزبول رفرنس.كوم (الدوري الثانوي) (الإنجليزية)